# Mikhail Lashevich
Mikhail Mikhailovich Lashevich (em russo:  Михаил Михайлович Лашевич; Odessa, Império Russo, 1884 — Harbin, China, 30 de agosto de 1928), também conhecido pelo nome Gaskovich, foi um militar soviético e líder de partido.

## Biografia
Lashevich nasceu como Moisey Gaskovich em uma família de comerciantes judeus em Odessa. Juntou-se ao Partido Operário Social-Democrata Russo em 1901 e após a divisão de 1903 aderiu à facção bolchevique. Foi recrutado para o Exército Imperial Russo durante a Primeira Guerra Mundial e foi ferido duas vezes. Após a Revolução de Fevereiro de 1917, foi para São Petersburgo, onde se opôs à decisão de Lenin de lançar a revolução bolchevique.
Após a Revolução de Outubro, entretanto, ocupou vários cargos militares, partidários e governamentais superiores. Como um comissário sênior do Exército Vermelho, participou da derrota de Yudenich, Denikin e Kolchak. Foi nomeado com Kliment Vorochilov para o Conselho Militar Revolucionário em 1923, e no mesmo ano foi eleito para o Comitê Central do partido. Lashevich foi Vice-Comissário da Guerra em 1925-26.
Assim que Josef Stalin começou a subir ao poder, Lashevich aliou-se a Leon Trótski. Como resultado, foi removido de cargos centrais e enviado para Harbin para servir como gerente interino da Ferrovia da China Oriental em 14 de abril de 1926. Em 1927, no XV Congresso do VKP (b), foi expulso do Partido, junto com outros trotskistas. No ano seguinte, depois de retratar sua oposição, sua filiação partidária foi restaurada.
Em agosto de 1928, teria sido preso pelas autoridades chinesas em conexão com o levante barga em Hulunbuir, que foi liderado pelo político da Mongólia Interior Merse.
Lashevich cometeu suicídio em 30 de agosto de 1928, e sua esposa e mãe foram mortas no Grande Expurgo uma década depois.
Ele é lembrado por uma placa no Monumento aos Lutadores da Revolução no Campo de Marte em São Petersburgo.